# Adriaan Lodewicus Badenhorst
Adriaan Lodewicus Badenhorst (né le 22 février 1878 à Riversdale, colonie du Cap et mort le 12 janvier 1942 à Riversdale, province du Cap en Afrique du Sud) est un homme politique sud-africain, membre successivement du parti national, du parti national purifié et du parti national réunifié, député de Riversdale de 1921 à sa mort en 1942. 
En 1921, A.L. Badenhorst est élu député de Riversdale contre J.J. Michau (parti sud-africain). Il est réélu en  1924, 1929, et 1933. Il refuse la fusion de son mouvement avec le parti sud-africain dans le parti uni et fait partie des 19 députés qui fondent le parti national purifié, sous la houlette de Daniel François Malan. Il est réélu lors des élections générales sud-africaines de 1938. Il meurt le 12 janvier 1942. Sa circonscription sera remportée par P. K. Le Roux lors d'une élection partielle organisée le 23 avril 1942. 

## Sources
- Frans Hendrik van Wyk, Riversdal: 150 jaar, 1838-1988, 1988, p 97